# 김종호 (1933년)
김종호(1933년 ~ 2014년 6월 27일)은 제16대 대한민국의 해군참모총장을 역임한 군인이다. 부인 김영자와의 사이에 1남 2녀 자녀가 있다.

## 생애
1933년 경상북도 선산군에서 태어나 1952년 해군사관학교 제10기생으로 임관했다. 작전 사령관 시절에 당대의 해상 작전 체계를 정립하는데 크게 기여했으며 대잠수함 작전에서 1인자로 불렸던 김종호는 한국함대 항공단장, 구축함장, 제3해역사령관, 제5해역사령관, 통제부사령관, 한국함대사령관, 작전사령관, 제1참모차장 등을 역임했다. 1987년 9월 4일 제16대 대한민국의 해군참모총장에 임명되어 임기 2년을 마쳤다.  1989년 예편 후에는 대한석탄공사 사장, 재향군인회 해군 부회장, 성우회 회장을 지냈다. 1991년 5월에 임명된 대한석탄공사 사장은 임기를 6개월 남기고 "정부기관의 인적쇄신 차원"에서 사표를 제출했다.
2014년 6월 27일에 사망하여 국립 대전현충원 장군 묘역에 안장했다.

## 경력
- 1952년 4월 6일 ~ 1956년 4월 10일 해군사관학교 10기 졸업
- 1964년 4월 15일 ~ 1965년 4월 30일 PCS-203(목성) 함장
- 1974년 3월 12일 ~ 1975년 3월 25일 DD-93(부산) 함장
- 1984년 9월 3일 ~ 1986년 2월 1일 한국함대사령관
- 1986년 2월 1일 ~ 1986년 9월 3일 작전사령관
- 1986년 9월 3일 ~ 1987년 9월 4일 해군본부 제1참모차장

## 수훈
- 1974년 보국훈장 삼일장
- 1978년 보국훈장 천수장
- 1985년 보국훈장 국선장
- 1987년 보국훈장 통일장
- 1988년 미국 2급 공로 훈장
- 1989년 수교훈장 광화장